# Nam Cực

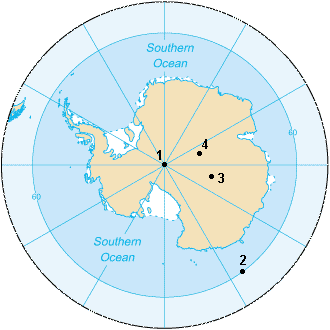
Vị trí của Nam Cực trên thế giới

Nam Cực hay Cực Nam Địa lý là điểm có vĩ độ bằng -90 độ trên Trái Đất. Nó là điểm cực nam trên bề mặt Trái Đất và nằm ở phía đối diện với Bắc Cực. Không có điểm nào trên Trái Đất nằm ở phía Nam của Nam Cực và không có quốc gia thuộc Nam Cực.
Nam Cực là điểm giao nhau giữa trục tự quay và bề mặt phía nam của Trái Đất. Nam cực khác với cực từ nam (là điểm mà mọi đầu nam của kim nam châm trong la bàn đặt nơi khác đều hướng về và tại cực từ thì kim la bàn hướng theo phương vuông góc với mặt đất, có tọa độ là do sự lệch nhau giữa trục quay và trục từ của Trái Đất. Nam cực được xác định tại điểm có độ cao 2800m so với mực nước biển trung bình, tại điểm đặt Trạm Nam Cực Amundsen-Scott của Hoa Kỳ, được thành lập năm 1956 và luôn có người đồn trú từ đó đến nay..

## Địa lý

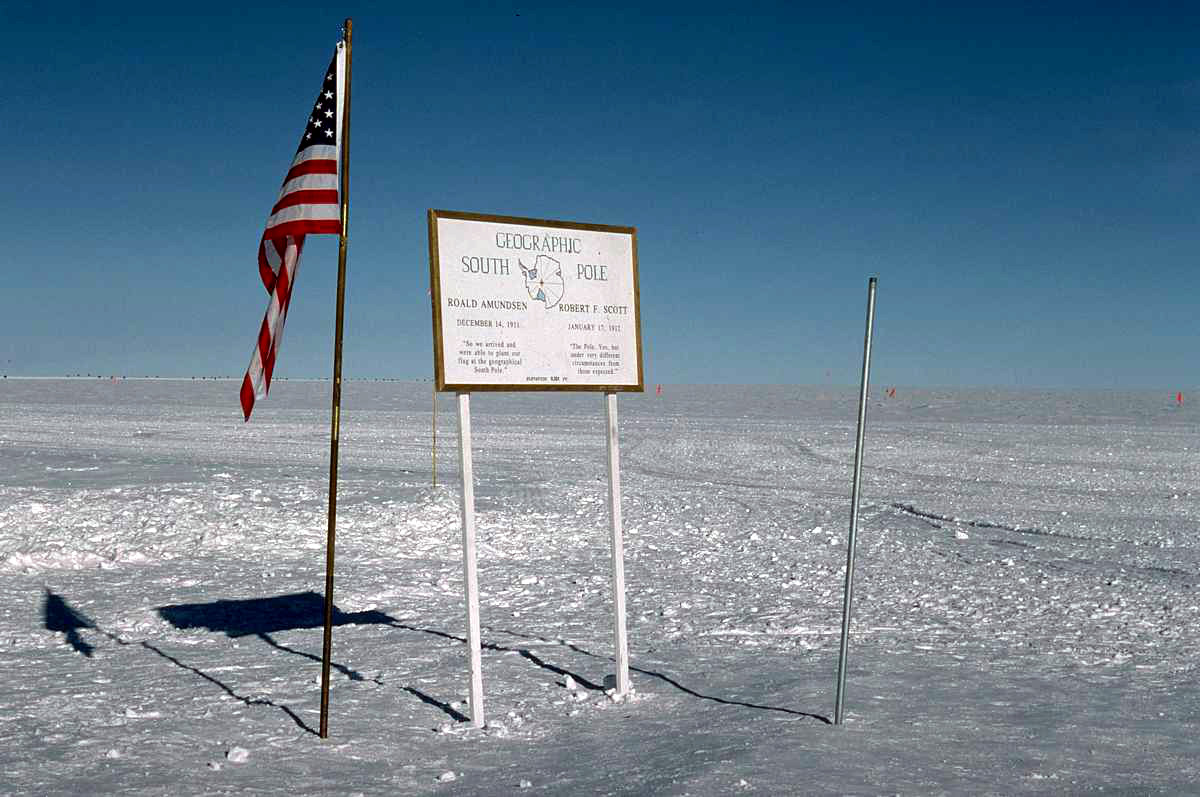
Cực Nam Địa lý có cắm quốc kì Hoa Kỳ và 1 cái biển có ghi dòng chữ : " Geography South Pole "

Cho hầu hết các mục đích, Cực Nam Địa lý được xác định là điểm phía nam của hai điểm nơi trục quay của Trái Đất giao với bề mặt của nó (điểm kia là Cực Bắc Địa lý). Tuy nhiên, trục quay của Trái Đất thực tế có hiện tượng 'lắc' khá nhỏ, vì thế định nghĩa này không đủ cho những công việc đòi hỏi sự chính xác cao, xem Cực Bắc Địa lý để biết thêm thông tin.
Các toạ độ địa lý của Nam cực thường được coi đơn giản là 90°Nam, bởi kinh độ của nó không được xác định về địa lý và không thích hợp. Khi cần có một kinh độ, nó có thể được coi là 0°Tây. Ở Nam Cực mọi hướng đều là hướng bắc. Vì lý do này, các hướng tại Nam Cực đều "chỉ bắc", hướng về hướng bắc dọc theo đường kinh tuyến gốc.
Cực Nam Địa lý nằm trên lục địa Châu Nam Cực (dù nó không phải là trường hợp luôn xảy ra trong toàn bộ Lịch sử Trái Đất bởi sự trôi dạt lục địa). Nó ở trên một cao nguyên không có đặc điểm, nhiều gió, băng ở độ cao 2,835 mét (9,306 ft), khoảng 1,300 km (800 dặm) từ biển gần nhất ở eo biển McMurdo. Băng ước tính dày khoảng 2,700 mét (9,000 ft) tại Cực, vì thế mặt đất dưới lớp băng thực tế ở gần mực nước biển.
Lớp băng cực đang di chuyển với tốc độ gần 10 mét mỗi năm theo hướng giữa 37° và 40° tây chỉ bắc, xuống Biển Weddell. Vì thế, vị trí của trạm và các thiết bị nhân tạo so với cực địa lý dần thay đổi theo thời gian.
Cực Nam Địa lý được đánh dấu bởi một bảng hiệu nhỏ và được đóng vào băng, nó được chỉnh lại vị trí mỗi năm vào Năm mới để bù trừ sự di chuyển của băng. Trên bảng có ghi ngày Roald Amundsen và Robert F. Scott đến Nam Cực tiếp sau là một đoạn trích dẫn ngắn của mỗi người và có cao độ 2,835 m (9,301 ft).

### Nam Cực nghi lễ
Nam Cực nghi lễ là một khu vực được thiết lập cho việc chụp ảnh tại Trạm Nam Cực. Nó ở gần Cực Nam Địa lý, và gồm một khối cầu kim loại đặt trên một bệ, được bao quanh bởi các lá cờ của các quốc gia ký Hiệp ước Nam Cực.

### Cực không thể tiếp cận
Một cái gọi là "Nam Cực" khác là Nam Cực không thể tiếp cận, địa điểm trên Châu Nam Cực nằm xa nhất khỏi đại dương, và vì thế khó tiếp cận hơn Cực Nam Địa lý. Vị trí này nằm cách xấp xỉ 878 km từ Nam Cực thật.

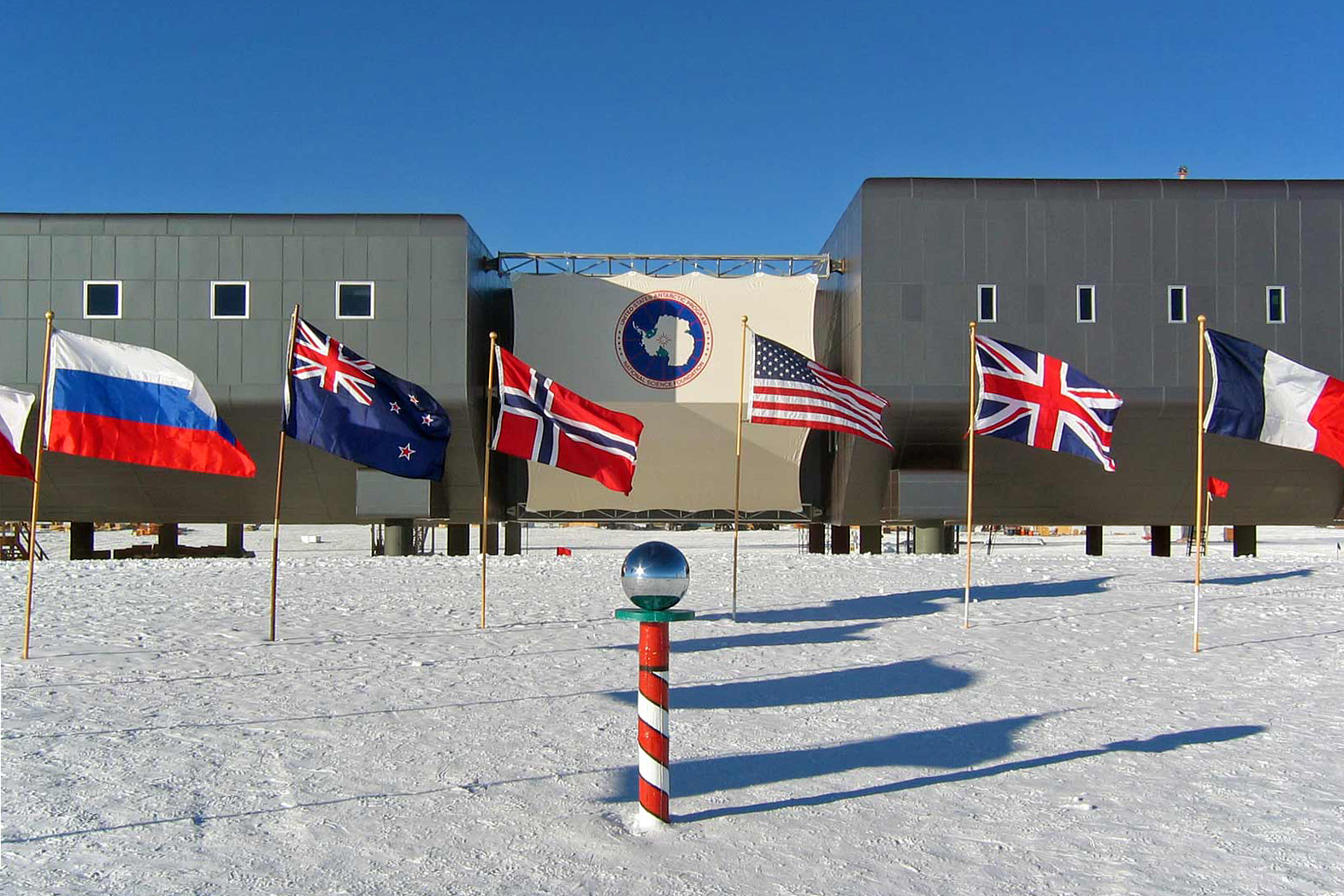
Điểm nghi lễ tại Nam Cực

## Thám hiểm nam cực
Xem thêm: Lịch sử Châu Nam Cực, Danh sách các cuộc thám hiểm Châu Nam Cực, Thời đại Anh hùng trong việc Thám hiểm Châu Nam Cực và Xa nhất về phía Nam.

### Trước - 1900
Địa lý cơ bản của bờ biển Châu Nam Cực không được biết cho tới giữa hoặc cuối thế kỷ 19. Sĩ quan hàng hải Mỹ Charles Wilkes đã tuyên bố (chính xác) rằng Châu Nam Cực là một lục địa mới dựa trên cuộc thám hiểm của ông trong giai đoạn 1839–40, tuy James Clark Ross, trong chuyến thám hiểm của mình năm 1839–43, hy vọng rằng ông có thể đi thuyền trên toàn bộ con đường tới Nam Cực (tất nhiên, ông đã không thành công).

### 1900 - 1950

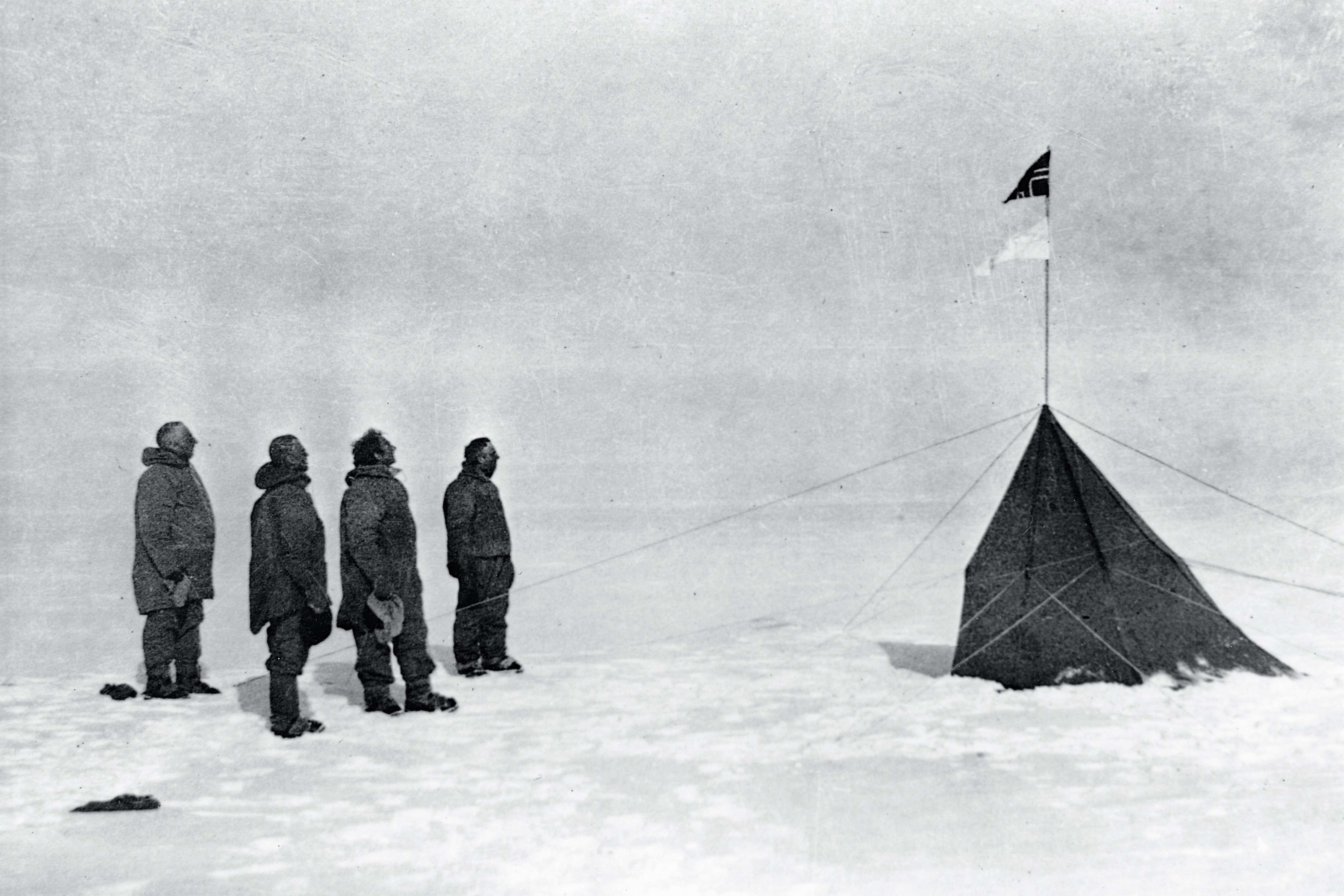
Đội của Amundsen tại Nam Cực, tháng 12 năm 1911. Từ trái sang phải: Amundsen, Hanssen, Hassel và Wisting (ảnh chụp bởi thành viên thứ năm Bjaaland).

Nỗ lực đầu tiên để tìm một con đường từ bờ biển Châu Nam Cực tới Nam Cực là của nhà thám hiểm người Anh Robert Falcon Scott trong chuyến Thám hiểm Khám phá năm 1901–04. Scott, đi cùng Ernest Shackleton và Edward Wilson, đã đặt ra mục tiêu đi xa hết mức có thể về phía nam, vào ngày 31 tháng 12 năm 1902, đã tới 82°16′ S. Shackleton sau này quay lại Châu Nam Cực ở cương vị chỉ huy cuộc Thám hiểm Nimrod với mục tiêu tới Nam Cực. Ngày 9 tháng 1 năm 1909, với ba đồng đội, ông tới 88°23′ S – 112 dặm quy chế từ Cực – trước khi buộc phải quay về.
Người đầu tiên tới Cực Nam Địa lý là Roald Amundsen và đội của ông ngày 14 tháng 12 năm 1911. Amundsen đặt tên cho trại của mình là Polheim và toàn bộ cao nguyên bao quanh Cực là Vua Haakon VII Vidde để vinh danh Vua Haakon VII của Na Uy. Robert Falcon Scott cũng đã quay trở lại Châu Nam Cực trong chuyến thám hiểm thứ hai, Terra Nova Expedition, trong một cuộc đua với Amundsen tới Nam Cực. Scott và bốn người khác tới Nam Cực ngày 17 tháng 1 năm 1912, ba tư ngày sau Amundsen. Trong chuyến trở về, Scott và bốn đồng đội của ông đều chết vì đói và giá lạnh.
Năm 1914 chuyến Thám hiểm Đế quốc xuyên Châu Nam Cực của Ernest Shackleton được lên kế hoạch với mục tiêu vượt Châu Nam Cực qua Nam Cực, nhưng con tàu của ông, chiếc Endurance, bị mắc kẹt trong băng và đắm 11 tháng sau đó. Chuyến đi xuyên lục địa này không được thực hiện.
Đô đốc Hoa Kỳ Richard Evelyn Byrd, với sự hỗ trợ của phi công Bernt Balchen, trở thành người đầu tiên bay qua Nam Cực ngày 29 tháng 11 năm 1929.

### 1950 - hiện nay

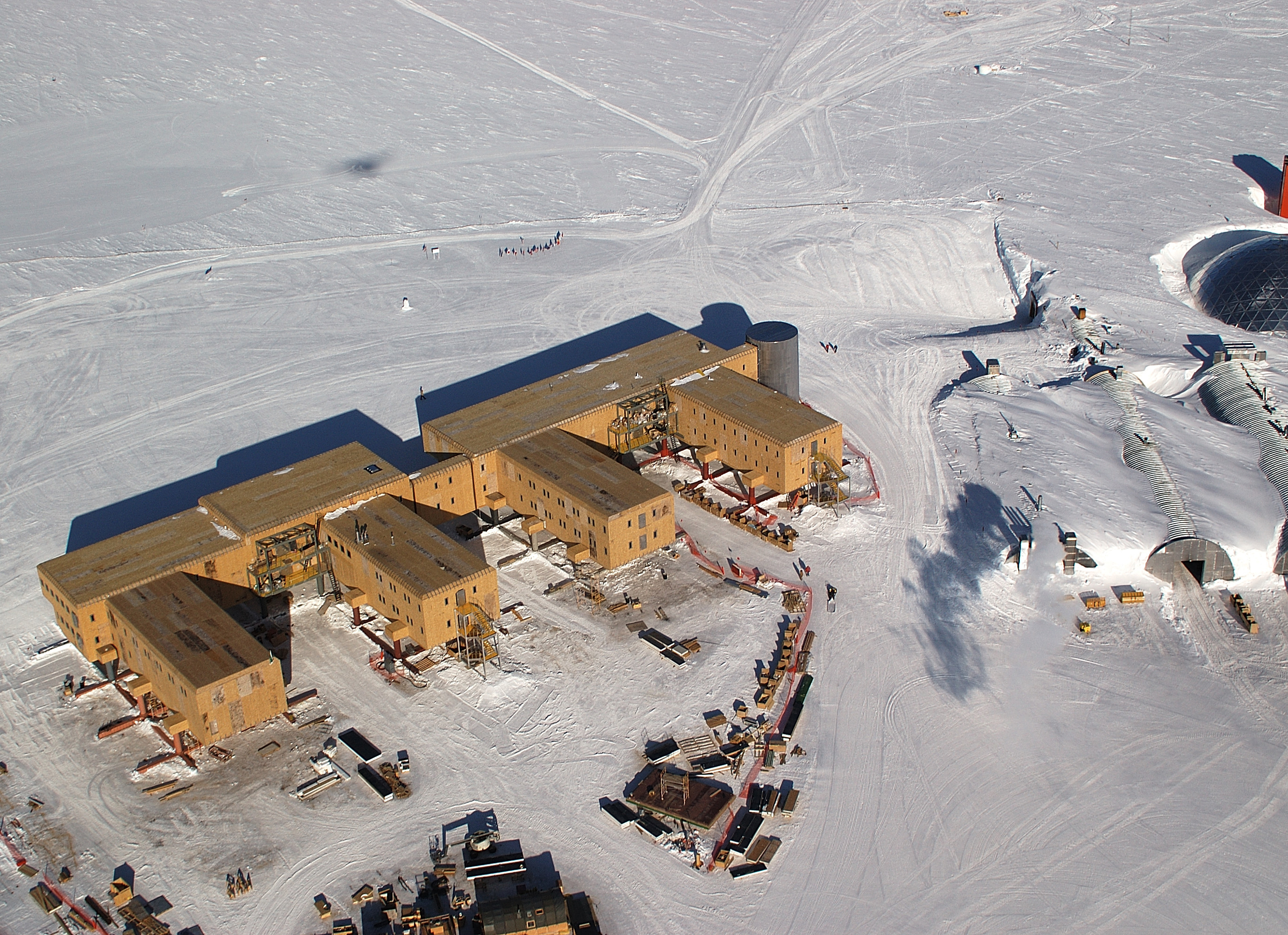
Trạm Nam Cực Amundsen-Scott. Cực nghi lễ và các lá cờ có thể được thấy phía sau, hơi lệch trái, bên dưới các đường đi phía sau các toà nhà. Cực địa lý thực tế cách vài mét về phía trái. Các toà nhà được dựng trên cột để tránh tuyết đọng.

Mãi 44 năm sau, ngày 31 tháng 10 năm 1956 con người mới một lần nữa đặt chân tới Nam Cực, khi một đội do Đô đốc George J. Dufek thuộc Hải quân Mỹ đổ bộ tới đó trong một chiếc máy bay R4D-5L Skytrain (C-47 Skytrain). Trạm Nam Cực Amundsen-Scott được xây dựng bằng vật liệu chuyển tới bằng máy bay trong hai năm 1956–1957 cho Năm Địa vật lý Quốc tế và từ đó luôn có nhân viên đồn trú.
Sau Amundsen và Scott, người đầu tiên tới Nam Cực theo đường lục địa (dù với một số hỗ trợ từ máy bay) là Edmund Hillary (4 tháng 1 năm 1958) và Vivian Fuchs (19 tháng 1 năm 1958) cùng đội của họ, trong chuyến Thám hiểm Khối thịnh vượng chung xuyên Châu Nam Cực. Có nhiều cuộc thám hiểm sau đó với mục đích tới Nam Cực theo đường xuyên lục địa, gồm các cuộc thám hiểm của Havola, Crary và Fiennes.
Ngày 30 tháng 12 năm 1989, Arved Fuchs và Reinhold Messner là người đầu tiên tới Nam Cực mà không cần sự trợ giúp của động vật hay máy móc, chỉ dùng ván trượt và sức gió.
Chuyến đi nhanh nhất không có hỗ trợ tới Cực Nam Địa lý từ đại dương kéo dài 24 ngày và 1 giờ từ Hercules Inlet do nhà thám hiểm Na Uy Christian Eide thực hiện năm 2011, vượt qua kỷ lục trước đó là 33 ngày từ Hercules Inlet và được thực hiện năm 2009 bởi các nhà thám hiểm người Canada Ray Zahab, Richard Weber và Kevin Vallely, đánh bại kỷ lục chỉ mới được lập một tháng trước đó của Todd Carmichael người Mỹ với 39 ngày và 7 giờ.

## Tuyên bố lãnh thổ
Bài chính: Tuyên bố lãnh thổ Châu Nam Cực và Châu Nam Cực – Chính trị.

## Khí hậu
Xem thêm Khí hậu Nam Cực.
Trong suốt mùa đông Nam Bán Cầu, Nam Cực không nhận được bất cứ ánh sáng mặt trời nào trong 6 tháng. Vào mùa hè, mặt trời luôn nằm ở đường chân trời. Phần lớn ánh mặt trời chiếu xuống bề mặt bị phản chiếu trở lại bởi bề mặt băng trắng xóa. Việc nhận được ít năng lượng từ mặt trời cộng với độ cao địa hình (Nam Cực là lục địa cao nhất thế giới với 2,800m trên mực nước biển) làm cho Nam Cực có khí hậu lạnh nhất trên địa cầu . Nhiệt độ Nam Cực thấp hơn nhiều so với Bắc Cực chủ yếu do Nam Cực nằm trên lục địa có độ cao cao hơn nhiều so với mực nước biển trong khi Bắc Cực nằm giữa đại dương, những đại dương này hoạt động như một túi đựng nhiệt.
Giữa mùa hè khi mặt trời chiếc thẳng góc tại Chí Tuyến Nam, nhiệt độ Nam Cực trung bình đạt −25 °C (−12 °F). Vào mùa đông, khi mặt trời di chuyển xuống Bắc Bán Cầu, khí hậu Nam Cực trở nên lạnh lẽo với nhiệt độ khoảng −65 °C (−85 °F). Nhiệt độ cao nhất đã từng được ghi nhận tại Trạm Amundsen-Scott South Pole là −13.6 °C (7.5 °F) vào ngày 27 tháng 12 năm 1978 và thấp nhất là −82.8 °C (−117.0 °F) vào ngày 23 tháng 5 năm 1982 . Tuy nhiên, nhiệt độ thấp kỷ lục được ghi nhận tại trạm Vostok với −89,2 °C (−128,6 °F) vào ngày 21 tháng 7 năm 1983.
Nam Cực có khí hậu hoang mạc, gần như không bao giờ có giáng thủy tại lục địa này. Độ ẩm tương đối trong không khí gần như bằng 0%. Tuy nhiên gió với tốc độ lớn đã gây ra những trận bão tuyết và lượng tuyết tích tụ hằng năm đạt khoảng 20 cm . Các Trạm nghiên cứu ở đây với mái vòm như được thấy trong các hình chụp bị phủ lấp từng phần bởi tuyết và lối vào phải thường xuyên được dọn tuyết. Những công trình xây dựng gần đây được dựng trên những hàng cột cao để khắc chế những trở lực này của thiên nhiên.
| Dữ liệu khí hậu của Nam Cực (Amundsen–Scott), 1957−1988 | Dữ liệu khí hậu của Nam Cực (Amundsen–Scott), 1957−1988 | Dữ liệu khí hậu của Nam Cực (Amundsen–Scott), 1957−1988 | Dữ liệu khí hậu của Nam Cực (Amundsen–Scott), 1957−1988 | Dữ liệu khí hậu của Nam Cực (Amundsen–Scott), 1957−1988 | Dữ liệu khí hậu của Nam Cực (Amundsen–Scott), 1957−1988 | Dữ liệu khí hậu của Nam Cực (Amundsen–Scott), 1957−1988 | Dữ liệu khí hậu của Nam Cực (Amundsen–Scott), 1957−1988 | Dữ liệu khí hậu của Nam Cực (Amundsen–Scott), 1957−1988 | Dữ liệu khí hậu của Nam Cực (Amundsen–Scott), 1957−1988 | Dữ liệu khí hậu của Nam Cực (Amundsen–Scott), 1957−1988 | Dữ liệu khí hậu của Nam Cực (Amundsen–Scott), 1957−1988 | Dữ liệu khí hậu của Nam Cực (Amundsen–Scott), 1957−1988 | Dữ liệu khí hậu của Nam Cực (Amundsen–Scott), 1957−1988 |
| Tháng                                                   | 1                                                       | 2                                                       | 3                                                       | 4                                                       | 5                                                       | 6                                                       | 7                                                       | 8                                                       | 9                                                       | 10                                                      | 11                                                      | 12                                                      | Năm                                                     |
| ------------------------------------------------------- | ------------------------------------------------------- | ------------------------------------------------------- | ------------------------------------------------------- | ------------------------------------------------------- | ------------------------------------------------------- | ------------------------------------------------------- | ------------------------------------------------------- | ------------------------------------------------------- | ------------------------------------------------------- | ------------------------------------------------------- | ------------------------------------------------------- | ------------------------------------------------------- | ------------------------------------------------------- |
| Cao kỉ lục °C (°F)                                      | −15.6 (3.9)                                             | −20.6 (−5.1)                                            | −26.7 (−16.1)                                           | −27.8 (−18.0)                                           | −30.6 (−23.1)                                           | −31.1 (−24.0)                                           | −33.9 (−29.0)                                           | −32.8 (−27.0)                                           | −29.4 (−20.9)                                           | −29.4 (−20.9)                                           | −22.2 (−8.0)                                            | −13.9 (7.0)                                             | −13.9 (7.0)                                             |
| Trung bình ngày tối đa °C (°F)                          | −25.9 (−14.6)                                           | −38.1 (−36.6)                                           | −50.3 (−58.5)                                           | −54.2 (−65.6)                                           | −53.9 (−65.0)                                           | −54.4 (−65.9)                                           | −55.9 (−68.6)                                           | −55.6 (−68.1)                                           | −55.1 (−67.2)                                           | −48.4 (−55.1)                                           | −36.9 (−34.4)                                           | −26.5 (−15.7)                                           | −45.4 (−49.7)                                           |
| Trung bình ngày °C (°F)                                 | −28.2 (−18.8)                                           | −40.9 (−41.6)                                           | −54.0 (−65.2)                                           | −57.3 (−71.1)                                           | −57.0 (−70.6)                                           | −58.0 (−72.4)                                           | −59.7 (−75.5)                                           | −60.0 (−76.0)                                           | −59.4 (−74.9)                                           | −51.1 (−60.0)                                           | −38.3 (−36.9)                                           | −27.5 (−17.5)                                           | −49.4 (−56.9)                                           |
| Tối thiểu trung bình ngày °C (°F)                       | −29.4 (−20.9)                                           | −42.7 (−44.9)                                           | −57 (−71)                                               | −61.2 (−78.2)                                           | −61.7 (−79.1)                                           | −61.2 (−78.2)                                           | −62.8 (−81.0)                                           | −62.5 (−80.5)                                           | −62.4 (−80.3)                                           | −53.8 (−64.8)                                           | −40.4 (−40.7)                                           | −29.3 (−20.7)                                           | −49.3 (−56.7)                                           |
| Thấp kỉ lục °C (°F)                                     | −41.1 (−42.0)                                           | −57.2 (−71.0)                                           | −71.1 (−96.0)                                           | −75 (−103)                                              | −78.3 (−108.9)                                          | −82.8 (−117.0)                                          | −80.6 (−113.1)                                          | −77.8 (−108.0)                                          | −79.4 (−110.9)                                          | −71.1 (−96.0)                                           | −55 (−67)                                               | −38.9 (−38.0)                                           | −82.8 (−117.0)                                          |
| Lượng Giáng thủy trung bình mm (inches)                 | 0 (0)                                                   | 0 (0)                                                   | 0 (0)                                                   | 0 (0)                                                   | 0 (0)                                                   | 0 (0)                                                   | 0 (0)                                                   | 0 (0)                                                   | 0 (0)                                                   | 0 (0)                                                   | 0 (0)                                                   | 0 (0)                                                   | 0 (0)                                                   |
| Lượng tuyết rơi trung bình cm (inches)                  | 0 (0)                                                   | 0 (0)                                                   | 0 (0)                                                   | 0 (0)                                                   | 0 (0)                                                   | 0 (0)                                                   | 0 (0)                                                   | 0 (0)                                                   | 0 (0)                                                   | 0 (0)                                                   | 0 (0)                                                   | 31 (12)                                                 | 0 (0)                                                   |
| Số ngày giáng thủy trung bình (≥ 1.0 mm)                | 0.0                                                     | 0.0                                                     | 0.0                                                     | 0.0                                                     | 0.0                                                     | 0.0                                                     | 0.0                                                     | 0.0                                                     | 0.0                                                     | 0.0                                                     | 0.0                                                     | 0.1                                                     | 0.1                                                     |
| Số ngày tuyết rơi trung bình                            | 22.0                                                    | 19.6                                                    | 13.9                                                    | 11.4                                                    | 17.2                                                    | 17.3                                                    | 18.2                                                    | 17.5                                                    | 11.7                                                    | 16.7                                                    | 16.9                                                    | 20.6                                                    | 203.0                                                   |
| Nguồn 1: Cool Antarctica                                |                                                         |                                                         |                                                         |                                                         |                                                         |                                                         |                                                         |                                                         |                                                         |                                                         |                                                         |                                                         |                                                         |
| Nguồn 2: NOAA                                           |                                                         |                                                         |                                                         |                                                         |                                                         |                                                         |                                                         |                                                         |                                                         |                                                         |                                                         |                                                         |                                                         |

## Thời gian
Ở hầu hết mọi nơi trên Trái Đất, giờ địa phương ít nhiều đồng bộ với vị trí của Mặt trời trên bầu trời. Điều này không diễn ra ở Nam Cực, vốn có 'ngày' kéo dài trọn cả năm. Một cách khác để xem giờ là chú ý rằng mọi múi giờ đều đồng quy tại cực. Không có lý do ưu tiên để đặt Nam Cực tại bất kỳ một múi giờ riêng biệt nào, nhưng vì lý do thuận tiện trong thực tế, Trạm Nam Cực Amundsen-Scott sử dụng giờ New Zealand. Điều này bởi Hoa Kỳ thực hiện các chuyến bay tiếp tế ("Chiến dịch Deep Freeze") từ Christchurch, New Zealand.

## Hệ động thực vật
Vì khí hậu cực kỳ khắc nghiệt, không có các loài thực vật hay động vật sống thường xuyên tại Nam Cực. Dù thế, thỉnh thoảng vẫn có những chú chim cướp biển xuất hiện ở đó.
Năm 2000 có báo cáo rằng đã phát hiện các vi khuẩn sống trong băng Nam Cực, dù các nhà khoa học nghĩ chúng có lẽ không tiến hoá tại Nam Cực.

## Hình ảnh

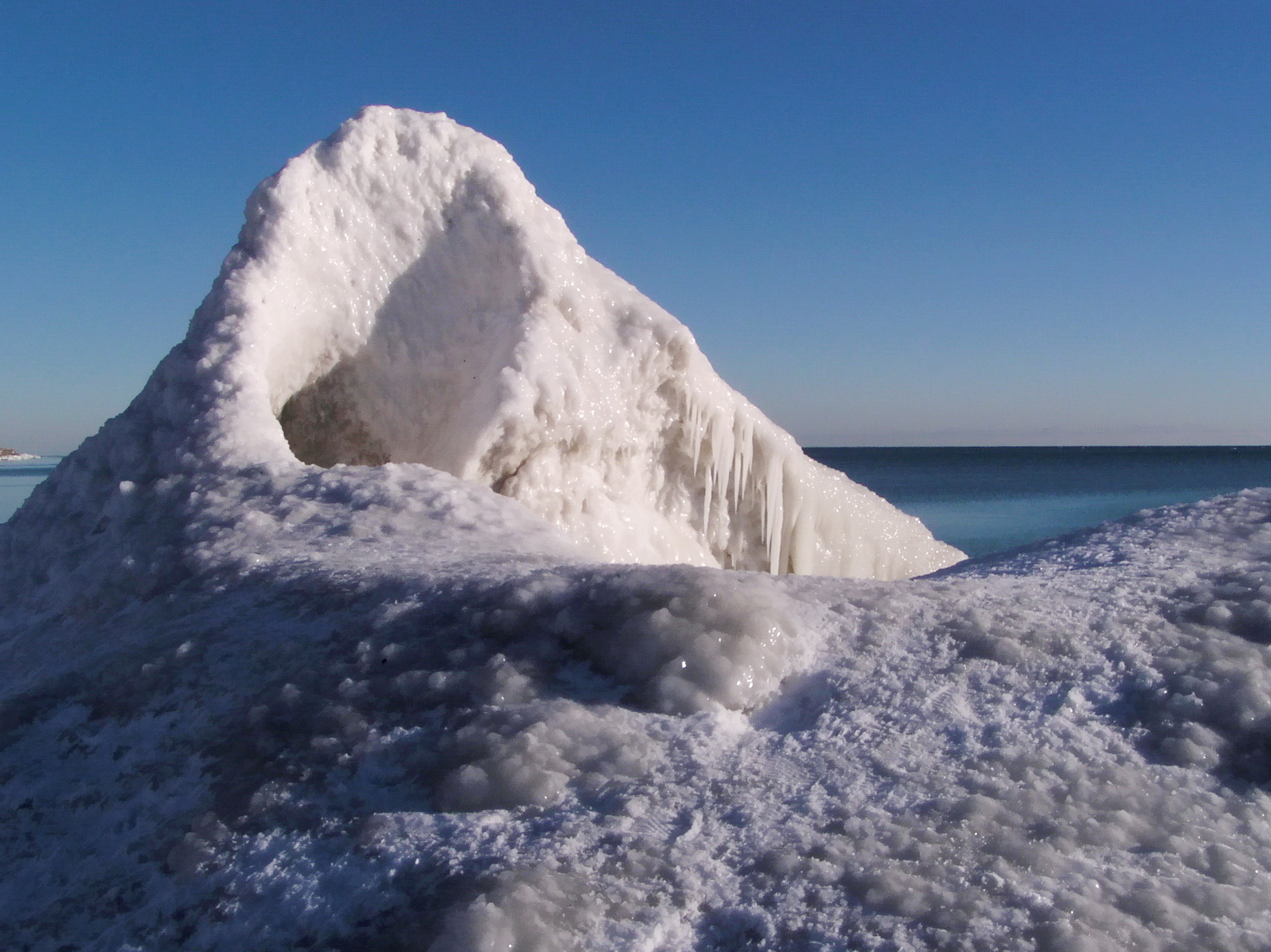
Núi băng